# Ivo Schmucker
Ivo Schmucker (* 10. ledna 1968, Ostrava) je bývalý český fotbalista, brankář. Po skončení aktivní kariéry pracuje jako trenér mládeže Baníku Ostrava. Jeho otcem byl fotbalový brankář a reprezentant František Schmucker.

## Fotbalová kariéra
Odchovanec Baníku Ostrava. Hrál za RH Cheb, Slovan Bratislava, Baník Ostrava, DAC Dunajská Streda, FK Baník Havířov, FK Dukla Banská Bystrica, 1. FC Košice, SFC Opava a v Polsku za Jaworzno. V československé a české lize nastoupil celkem ve 145 utkáních. V Poháru vítězů pohárů nastoupil ve 4 utkáních a v Poháru UEFA nastoupil v 1 utkání. Vítěz Československého poháru 1991. Dorostenecký mistr Československa 1985.

## Ligová bilance
| Ročník                                   | Zápasy | Góly | Klub                     |
| ---------------------------------------- | ------ | ---- | ------------------------ |
| 1. československá fotbalová liga 1988/89 | 5      | 0    | RH Cheb                  |
| 1. československá fotbalová liga 1989/90 | 28     | 0    | Slovan Bratislava        |
| 1. československá fotbalová liga 1990/91 | 12     | 0    | Baník Ostrava            |
| 1. československá fotbalová liga 1991/92 | 24     | 0    | Baník Ostrava            |
| 1. československá fotbalová liga 1992/93 | 16     | 0    | Baník Ostrava            |
| 1. slovenská fotbalová liga 1993/94      | 11     | 0    | DAC Dunajská Streda      |
| 1. slovenská fotbalová liga 1994/95      | 8      | 0    | FK Dukla Banská Bystrica |
| 1. slovenská fotbalová liga 1995/96      | 13     | 0    | FK Dukla Banská Bystrica |
| 1. slovenská fotbalová liga 1995/96      | 14     | 0    | 1. FC Košice             |
| 1. česká fotbalová liga 1996/97          | 6      | 0    | FC Baník Ostrava         |
| 1. česká fotbalová liga 1997/98          | 20     | 0    | FC Baník Ostrava         |
| Gambrinus liga 1998/99                   | 2      | 0    | FC Baník Ostrava         |
| Gambrinus liga 1999/00                   | 26     | 0    | SFC Opava                |
| Gambrinus liga 2001/02                   | 6      | 0    | SFC Opava                |
| Ekstraklasa 2002/03                      | 8      | 0    | Szczakowianka Jaworzno   |
| CELKEM                                   | 199    | 0    |                          |